# Leipoldtia rosea
Leipoldtia rosea är en isörtsväxtart som beskrevs av L. Bol. Leipoldtia rosea ingår i släktet Leipoldtia och familjen isörtsväxter. Inga underarter finns listade i Catalogue of Life.